# Río Cuadros
El río Cuadros, también llamado río Bedmar y río Garcíez, es un río de la provincia de Jaén, en España, afluente del Guadalquivir por su margen izquierda. 

## Curso
Nace en el paraje del Adelfal de Cuadros (Bedmar), siendo sus fuentes principales los dos manantiales del Sistillo, situados en la confluencia de los barrancos del Perú y del Mosquito, provenientes del corazón de Sierra Mágina.
Recibe por su margen izquierda los arroyos de Albanchez, Jimena, y Charchilla, de caudal irregular, y tras unos 20 km de recorrido en los que cruza los términos municipales de Bedmar y Garcíez, Jimena y Baeza, desemboca en el Guadalquivir en el Puente de Mazuecos.
Aunque su caudal es muy escaso en verano, el río avena una pequeña vega hortofrutícola, especialmente en la cercanía de los núcleos de Bedmar y de Garcíez, y proporciona riego a los olivares circundantes.